# الأشبال والزهرات (مجلة)
مجلة الأشبال والزهرات هي مجلة فلسطينية شهرية، صدرت لأول مرة عام 1969م في دمشق، أسسها سعيد المزين لتلامس هموم ومشاكل الأطفال الفلسطينيين. انتقلت إلى بيروت عام 1982م ثم صدرت في تونس عام 1984م ثم قبرص، ثم ليبيا، وعادت إلى فلسطين عام 1998م، وهي أول مجلة رسمية متخصصة تعنى بشؤون الطفل، تصدر عن هيئة التوجيه السياسي والوطني في السلطة الفلسطينية، عنوانها الحالي ص. ب: 5221 غزة، ويترأس تحريرها نمر روحي رباح، ومدير تحريرها هو عفاف حجازي، يشرف عليها فنيّاً أياد عواد، ويخرجها نهيل هشام.
يوجد في المجلة مقدمة لكل عدد تحت عوان كملتنا، يوقعها رئيس التحرير، تعتمد المجلة على الرسوم الكرتونية، حيث يتم نشر صفحتين من بين 104 صفحات منها 8 صفحات ملونة، تنشر بها صوراً للأصدقاء، وأيضاً لبعض الأنشطة المدرسية والتعليمية، تضم بعض الصفحات شعارات وطنية، وتنشر المجلة الإبداع الخاص بالأطفال، ومساهماتهم. كما تعتمد على المعلومات ونشرها، إضافةً إلى بعض الأنشطة والأخبار من مؤسسة الأشبال والزهرات، تبدو المجلة وكأنها موجهة للأطفال من جميع الأعمار ومن هم دون العاشرة. كما تنشر صور الأطفال وتبدو أقرب إلى النشرة الخاصة بالأنشطة منها إلى مجلة موجهة للأطفال. المجلة تخلو من الإعلانات، ورغم أنها تباع إلا أن المجلة ليس بها إشارة إلى ثمن النسخة داخل فلسطين.

## فريق التحرير
عايدة العطاونة، فايزة رحيم، رأفت العجرمي، إسماعيل أبو العراج. ومن كتاب المجلة: خليل حسونة، عبد الرحمن المزين، محمد عادل عواد، محمد أبو حمدة، سلوى أبو معيلق، من الرسامين: أياد عواد.

## الأبواب
- بلا حدود
- قصيدة العدد
- بستان الأصدقاء
- لوحة المعرفة
- طفولة فلسطينية
- نشاطات التربية والتعليم
- لقاء مع روضة
- شرفات
- برامج الحاسوب
- طبيب الأشبال
- كوكتيل